# Promozione Liguria 1987-1988
Nella stagione 1987-1988 la Promozione era sesto livello del calcio italiano (il massimo livello regionale). Qui vi sono le statistiche relative al campionato in Liguria.
Il campionato è strutturato in vari gironi all'italiana su base regionale, gestiti dai Comitati Regionali di competenza. Promozioni alla categoria superiore e retrocessioni in quella inferiore non erano sempre omogenee; erano quantificate all'inizio del campionato dal Comitato Regionale secondo le direttive stabilite dalla Lega Nazionale Dilettanti, ma flessibili, in relazione al numero delle società retrocesse dal Campionato Interregionale e perciò, a seconda delle varie situazioni regionali, la fine del campionato poteva avere degli spareggi sia di promozione che di retrocessione.

## Girone A

### Squadre partecipanti
| Squadra                     | Città                       |
| --------------------------- | --------------------------- |
| S.C. Alassio-Bastia         | Alassio (SV)                |
| S.S. Argentina Arma         | Arma di Taggia (IM)         |
| U.L.S. Carcarese            | Carcare (SV)                |
| U.S. Ceriale                | Ceriale (SV)                |
| C.F.F.S. Cogoleto Calcio    | Cogoleto (GE)               |
| U.S. Finale Ligure          | Finale Ligure (SV)          |
| U.S. Imperia                | Imperia (IM)                |
| U.S. Libarna                | Serravalle Scrivia (AL)     |
| A.S. Ovada                  | Ovada (AL)                  |
| G.S. Prà Folgore            | Prà (GE)                    |
| U.S. Sampierdarenese        | Sampierdarena (GE)          |
| A.S. San Bartolomeo al Mare | San Bartolomeo al Mare (IM) |
| U.S. Sanremo '80            | Sanremo (IM)                |
| F.S. Sestrese               | Sestri Ponente (GE)         |
| F.C. Varazze                | Varazze (SV)                |
| F.C. Veloce 1910            | Savona (SV)                 |

### Classifica finale
|  | Pos. | Squadra                | Pt | G  | V  | N  | P  | GF | GS | DR  |
|  | ---- | ---------------------- | -- | -- | -- | -- | -- | -- | -- | --- |
|  | 1.   | Carcarese              | 43 | 30 | 18 | 7  | 5  | 46 | 19 | +27 |
|  | 2.   | Sestrese               | 42 | 30 | 18 | 6  | 6  | 43 | 21 | +22 |
|  | 3.   | Sanremo '80            | 41 | 30 | 17 | 7  | 6  | 46 | 24 | +22 |
|  | 4.   | Alassio-Bastia         | 36 | 30 | 10 | 16 | 4  | 29 | 19 | +10 |
|  | 5.   | Varazze                | 35 | 30 | 14 | 7  | 9  | 32 | 24 | +8  |
|  | 6.   | Argentina Arma         | 30 | 30 | 9  | 12 | 9  | 22 | 21 | +1  |
|  | 7.   | Veloce                 | 30 | 30 | 12 | 6  | 12 | 39 | 30 | +9  |
|  | 8.   | Finale Ligure          | 28 | 30 | 9  | 10 | 11 | 20 | 20 | 0   |
|  | 9.   | Libarna                | 27 | 30 | 8  | 11 | 11 | 33 | 36 | -3  |
|  | 10.  | Sampierdarenese        | 27 | 30 | 8  | 11 | 11 | 25 | 34 | -9  |
|  | 11.  | Ceriale                | 25 | 30 | 9  | 9  | 12 | 28 | 35 | -7  |
|  | 12.  | Imperia (-2)           | 25 | 30 | 10 | 5  | 15 | 30 | 33 | -3  |
|  | 13.  | Prà Folgore            | 25 | 30 | 5  | 15 | 10 | 28 | 42 | -14 |
|  | 14.  | Ovada                  | 24 | 30 | 8  | 8  | 14 | 19 | 35 | -16 |
|  | 15.  | San Bartolomeo al Mare | 24 | 30 | 8  | 8  | 14 | 27 | 49 | -22 |
|  | 16.  | Cogoleto               | 16 | 30 | 3  | 10 | 17 | 18 | 43 | -25 |

Legenda:

      Promosso in Interregionale 1988-1989.
      Retrocesso in Prima Categoria 1988-1989.
Note:

Due punti a vittoria, uno a pareggio, zero a sconfitta.
Pari merito in caso di pari punti per le squadre non in zona promozione e/o retrocessione.
Spareggio fra le peggiori o migliori classificate per l'attribuzione del titolo sportivo.
Utilizzati gli scontri diretti in caso di 3 o più squadre a pari punti per definire le spareggianti.

## Girone B

### Squadre Partecipanti
| Squadra                   | Città                       |
| ------------------------- | --------------------------- |
| U.S. Angelo Baiardo       | Genova (GE)                 |
| U.S. Bogliasco            | Bogliasco (GE)              |
| U.S. Canaletto            | La Spezia (SP)              |
| U.S. Ceparana             | Ceparana (SP)               |
| U.S. Cosmos               | Genova (GE)                 |
| S.C. Fossese 78           | Lavagna (GE)                |
| U.S. Lavagnese            | Lavagna (GE)                |
| A.C. Lerici               | Lerici (SP)                 |
| S.G. Levanto              | Levanto (SP)                |
| U.S. Lunense Castelnovese | Castelnuovo Magra (SP)      |
| C.S. Monterosso           | Monterosso al Mare (SP)     |
| G.S. Nuova San Fruttuoso  | San Fruttuoso (Genova) (GE) |
| U.S. Pontedecimo          | Genova (GE)                 |
| A.C. Rapallo Ruentes      | Rapallo (GE)                |
| A.S. Santo Stefano Magra  | Santo Stefano di Magra (SP) |
| U.S. Sestri Levante       | Sestri Levante (GE)         |

### Classifica finale
|  | Pos. | Squadra              | Pt | G  | V  | N  | P  | GF | GS | DR  |
|  | ---- | -------------------- | -- | -- | -- | -- | -- | -- | -- | --- |
|  | 1.   | Levanto              | 49 | 30 | 21 | 7  | 2  | 53 | 12 | +41 |
|  | 2.   | Rapallo Ruentes 1914 | 46 | 30 | 20 | 6  | 4  | 56 | 11 | +45 |
|  | 3.   | Monterosso al Mare   | 39 | 30 | 12 | 15 | 3  | 37 | 25 | +12 |
|  | 4.   | Bogliasco            | 34 | 30 | 13 | 8  | 9  | 38 | 24 | +14 |
|  | 5.   | Lavagnese            | 31 | 30 | 8  | 15 | 7  | 27 | 27 | 0   |
|  | 6.   | Pontedecimo          | 30 | 30 | 12 | 6  | 12 | 35 | 44 | -9  |
|  | 7.   | Canaletto            | 29 | 30 | 7  | 15 | 8  | 31 | 33 | -2  |
|  | 8.   | Nuova San Fruttuoso  | 28 | 30 | 7  | 14 | 9  | 23 | 24 | -1  |
|  | 9.   | Sestri Levante       | 28 | 30 | 6  | 16 | 8  | 19 | 24 | -5  |
|  | 10.  | Fossese 78           | 26 | 30 | 5  | 16 | 9  | 24 | 32 | -8  |
|  | 11.  | Lerici               | 26 | 30 | 8  | 10 | 12 | 22 | 32 | -10 |
|  | 12.  | Angelo Baiardo       | 25 | 30 | 8  | 9  | 13 | 28 | 40 | -12 |
|  | 13.  | Cosmos               | 25 | 30 | 7  | 11 | 12 | 24 | 35 | -11 |
|  | 14.  | Ceparana             | 25 | 30 | 6  | 13 | 11 | 22 | 28 | -6  |
|  | 15.  | Santo Stefano Magra  | 22 | 30 | 7  | 8  | 15 | 29 | 39 | -10 |
|  | 16.  | Lunense Castelnovese | 17 | 30 | 5  | 7  | 18 | 12 | 40 | -28 |

Legenda:

      Promosso in Interregionale 1988-1989.
 Salvo dopo spareggio retrocessione.
      Retrocesso in Prima Categoria 1988-1989.
Note:

Due punti a vittoria, uno a pareggio, zero a sconfitta.
Pari merito in caso di pari punti per le squadre non in zona promozione e/o retrocessione.
Spareggio fra le peggiori o migliori classificate per l'attribuzione del titolo sportivo.
Utilizzati gli scontri diretti in caso di 3 o più squadre a pari punti per definire le spareggianti.

### Spareggio per il 13º posto
|        | Risultati  |          | Luogo e data                |
| ------ | ---------- | -------- | --------------------------- |
| Cosmos | 1-0 d.t.s. | Ceparana | campo neutro, ? maggio 1988 |
|        |            |          |                             |